# Benthosema glaciale
Espèce
Benthosema glaciale est une espèce des poissons téléostéens.